# اقتصاد أمريكا اللاتينية
أمريكا اللاتينية منطقة فيها عدة دول بمستويات متفاوتة من التعقيد الاقتصادي. يقوم اقتصاد أمريكا اللاتينية على التصدير ويتألف من بلدان في المناطق الجغرافية لأمريكا الشمالية وأمريكا الوسطى وأمريكا الجنوبية ومنطقة البحر الكاريبي. حدّدت الأنماط الاجتماعية والاقتصادية ما يسمى الآن أمريكا اللاتينية في الحقبة الاستعمارية عندما كانت المنطقة تحت سيطرة الإمبراطوريتين الإسبانية والبرتغالية. حتى الاستقلال في أوائل القرن التاسع عشر، ازدهرت اقتصادات أمريكا اللاتينية الإقليمية الاستعمارية. تمتع العديد من أجزاء المنطقة برواسب مهمة من المعادن الثمينة، وخاصة الفضة، أو بالظروف المناخية المدارية ومواقعها الجغرافية القريبة من السواحل والتي سمحت بتطوير مزارع قصب السكر. في القرن التاسع عشر بعد الاستقلال، تراجعت العديد من اقتصادات أمريكا اللاتينية. في أواخر القرن نفسه، اندمج جزء كبير من أمريكا اللاتينية في الاقتصاد العالمي مصدرًا للسلع. ساعدت رؤوس الأموال الأجنبية وتطوير البنية التحتية والهجرة الخارجية وتطوير التعليم في التطور الصناعي والنمو الاقتصادي لدول المنطقة. هناك عدد من المناطق التي تتمتع باقتصادات مزدهرة، لكن «الفقر وعدم المساواة قد ترسخا بعمق في مجتمعات أمريكا اللاتينية منذ أوائل الحقبة الاستعمارية».
بحسب أرقام العام  2016، بلغ عدد سكان أمريكا اللاتينية 633 مليون شخص وكان إجمالي الناتج المحلي الإجمالي لأمريكا اللاتينية عام 2015 يبلغ 5.3 تريليون دولار أمريكي. الصادرات الرئيسية من أمريكا اللاتينية هي المنتجات الزراعية والموارد الطبيعية مثل النحاس والحديد والنفط. عام 2016، تقلص اقتصاد أمريكا اللاتينية بنسبة 0.8% بعد الركود الحاصل عام 2015. يشير مورجان ستانلي إلى أن هذا التراجع بالنشاط الاقتصادي هو مزيج من انخفاض أسعار السلع الأساسية، وفرار رؤوس الأموال وتقلب أسواق العملات المحلية. يقترح صندوق النقد الدولي أن الظروف الخارجية التي تؤثر على أمريكا اللاتينية قد ساءت في الفترة من 2010-2016، لكن تلك المنطقة ستشهد نموًا عام 2017.
تاريخيًا، كانت أمريكا اللاتينية تعتمد على التصدير، إذ كان السكر والفضة المحركين الأساسيين للاقتصاد الاستعماري. لا تزال المنطقة مصدرًا رئيسيًا للمواد الخام والمعادن. مع مرور الوقت، ركزت بلدان أمريكا اللاتينية على الجهود المبذولة لدمج منتجاتها في الأسواق العالمية. يتكون اقتصاد أمريكا اللاتينية من قطاعين اقتصاديين رئيسيين: الزراعة والتعدين. لدى أمريكا اللاتينية مساحات شاسعة من الأراضي الغنية بالمعادن والمواد الخام الأخرى، كما أن مناخها المداري والمعتدل يجعلانها مثالية لإنتاج مجموعة متنوعة من المنتجات الزراعية.
صُنّفت البنية التحتية في أمريكا اللاتينية على أنها دون المستوى مقارنة بالاقتصادات ذات مستويات الدخل المماثلة. هناك مجال للنمو، وقد اتخذت بعض البلدان بالفعل مبادرة لتشكيل شراكات مع القطاع الخاص لزيادة الإنفاق على البنية التحتية. الاقتصادات الرئيسية في أمريكا اللاتينية هي البرازيل والأرجنتين وكولومبيا والمكسيك وتشيلي. توقع مورجان ستانلي أن العام 2017 سيكون إيجابيًا لهذه الاقتصادات. يعتمد اقتصاد أمريكا اللاتينية إلى حد كبير على صادرات السلع الأساسية، وبالتالي فإن لسعرها تأثير كبير على نمو الاقتصادات هناك. بسبب إمكانياتها القوية للنمو وثرواتها الطبيعية، جذبت أمريكا اللاتينية استثمارات أجنبية من الولايات المتحدة وأوروبا.

## العصر الاستعماري والاستقلال 1500 – 1850 ميلادي

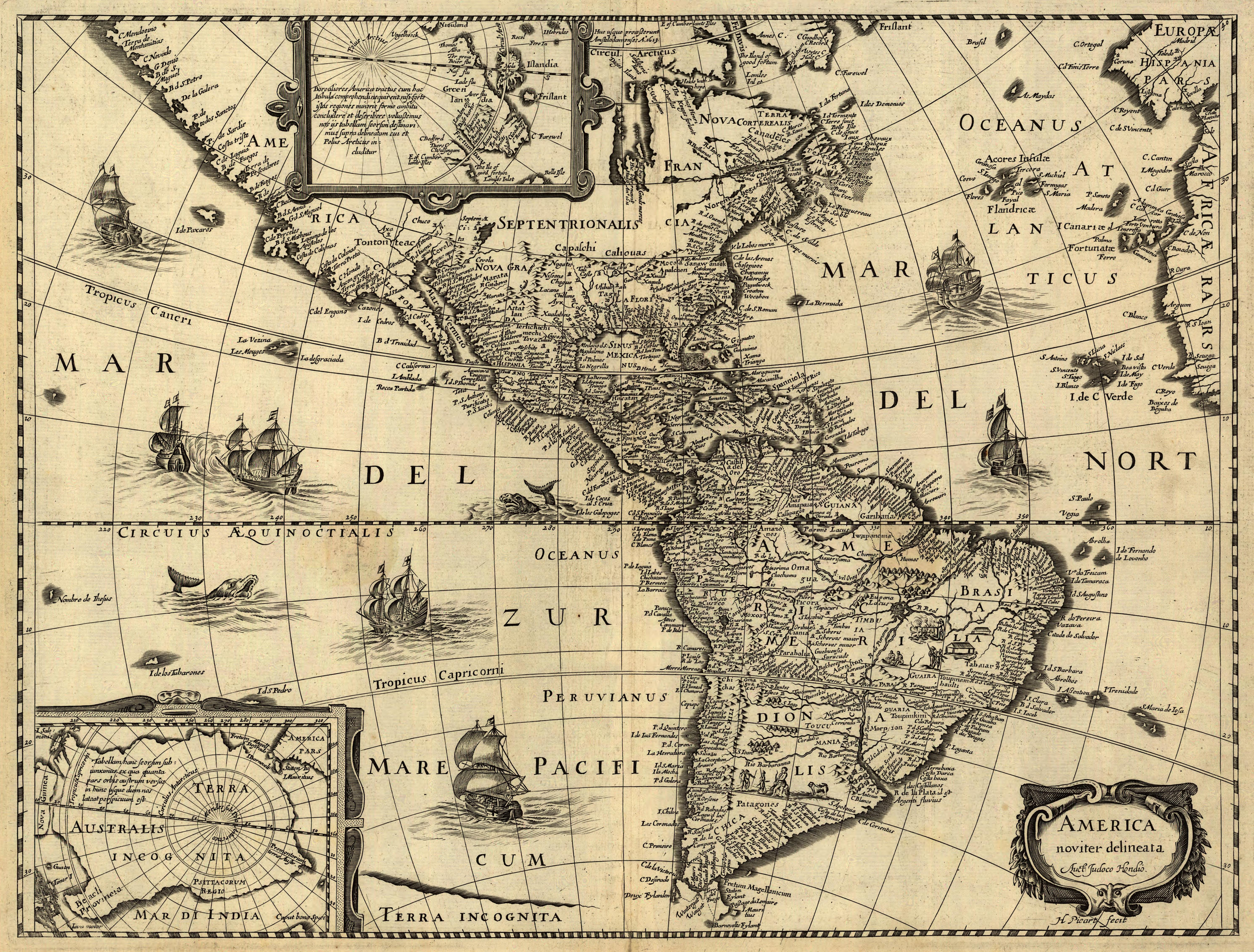
خريطة هولندية للأمريكتين تعود للقرن السابع عشر

حكمت الإمبراطورية الإسبانية والإمبراطورية البرتغالية معظم العالم الجديد من أوائل القرن السادس عشر وحتى أوائل القرن التاسع عشر، عندما نالت أمريكا الإسبانية والبرازيل استقلالهما. استندت ثروة وأهمية أمريكا اللاتينية الاستعمارية إلى اثنين من منتجات التصدير الرئيسية: الفضة والسكر. تنتهي العديد من تواريخ الحقبة الاستعمارية بالأحداث السياسية للاستقلال، لكن عددًا من المؤرخين الاقتصاديين يرون استمرارية مهمة بين الحقبة الاستعمارية وعصر ما بعد الاستقلال حتى عام 1850 م، استمرارية كان لها تأثير مهم على التطور اللاحق للدول الجديدة.

### الاحتلال الاسباني والاقتصاد الكاريبي
أنشأت إسبانيا بسرعة مستعمرات كاملة لها في جزر الكاريبي، لا سيما هيسبانيولا (المعروفة الآن باسم هايتي وجمهورية الدومينيكان) وكوبا، بعد أول رحلة لكريستوفر كولومبوس عام 1492. أسسوا مدنًا جعلوها مستوطنات دائمة، أنشئت فيها مؤسسات حكم التاج للإدارة المدنية والكنيسة الرومانية الكاثوليكية. جذبت المدن مجموعة من المستوطنين. بدأت البعثات الإسبانية عام 1499 باستغلال محار اللؤلؤ في مارغريتا وكوباجوا، فاستعبدت السكان الأصليين في الجزر وجمعت اللؤلؤ بكثافة. أصبح اللؤلؤ واحدًا من أكثر موارد الإمبراطورية الإسبانية قيمة في الأمريكتين بين عامي 1508 و 1531، ما أدى في ذلك الوقت إلى القضاء على السكان الأصليين وعلى المحار اللؤلؤي. على الرغم من أن الإسبان كانوا سيواجهون الحضارات المتقدمة للأزتيك والأنكا في أوائل القرن السادس عشر، إلا أن ربع قرن من الاستيطان في منطقة البحر الكاريبي أنشأ بعض الأنماط المهمة التي استمرت. كان للتوسع الإسباني تقليد يعود إلى استعادتهم لشبه الجزيرة من المسلمين، والذي تم عام 1492. كان المشاركون في الحملات العسكرية يتوقعون مكافآت مادية مقابل عملهم. في العالم الجديد، كانت هذه المكافآت للإسبان تمثل منحًا للأفراد من الرجال مقابل خدمة العمل وتكريم مجتمعات أصلية معينة، تُعرف باسم الأنكومينيدا.
دفعت جزر الكاريبي المستفيدين الإسبان من الأنكومينيدا إلى إجبار سكانها الأصليين على استخراج الذهب في الجداول، غالبًا ما كان على حساب زراعة محاصيلهم. أنتج استخراج المعادن بداية ثروة كافية لإبقاء المشروع الإسباني ساريًا، لكن أعداد السكان الأصليين كان في انخفاض حاد حتى قبل أن تُستنزف الرواسب المعدنية القابلة للاستغلال حوالي عام 1515. سعى الاستغلال الإسباني للعبيد من السكان الأصليين لاستبدال سكان المستوطنات الإسبانية الأولى. بحث الإسبان عن منتج آخر ذي قيمة عالية وبدؤوا في زراعة قصب السكر، وهو محصول مستورد من جزر الأطلسي التي تسيطر عليها إسبانيا.

## طفرة التصدير 1870 – 1914
يمثل أواخر القرن التاسع عشر تحولًا أساسيًا في دول أمريكا اللاتينية النامية الجديدة. تميز هذا التحول بإعادة التوجه نحو الأسواق العالمية، كما كانت الحال قبل عام 1880. عندما شهدت أوروبا والولايات المتحدة زيادة في التصنيع، أدركوا قيمة المواد الخام في أمريكا اللاتينية، ما تسبب  بتحول بلدان أمريكا اللاتينية لتصبح اقتصادات مصدرة. كما حفز هذا النمو الاقتصادي التطورات الاجتماعية والسياسية التي شكلت نظامًا جديدًا. يقول المؤرخ كولن لويس: «من الناحية النسبية، لم تسجل أي منطقة أخرى في العالم زيادة مماثلة في حصتها من التجارة والتمويل والسكان العالميين: اكتسبت أمريكا اللاتينية وجودًا نسبيًا في الاقتصاد العالمي على حساب مناطق أخرى».

### سياسات حكومية مواتية
مع استقرار الوضع السياسي في أواخر القرن التاسع عشر، شجعت العديد من الحكومات سياسات لجذب رؤوس الأموال والعمل. كانت عبارة «النظام والتقدم» مفاهيم أساسية لهذه المرحلة الجديدة لتنمية أمريكا اللاتينية، وقد وضعت العبارة على علم جمهورية البرازيل عام 1889، بعد الإطاحة بالنظام الملكي. وضعت المكسيك ضمانات قانونية للمستثمرين الأجانب خلال حكم بورفيريو دياث (1876-1911) الذي أطاح بإرث القانون الاستعماري. يمنح القانون الاستعماري الدولة حقوق باطن الأرض ويمنح حقوق الملكية الكاملة للمستثمرين من القطاع الخاص. في الأرجنتين، أعطى دستور عام 1853 الأجانب حقوقهم المدنية الأساسية. شجعت العديد من الحكومات الهجرة الأجنبية، سواء لإنشاء قوة عاملة منخفضة الأجر، أو لتغيير الصورة العرقية والإثنية السائدة بين السكان. فتحت القوانين التي تضمن التسامح الديني الباب أمام البروتستانت للهجرة إلى المنطقة.